# Майами-арена
Майами-арена (англ. Miami Arena) — многофункциональный крытый спортивный комплекс, находившийся в Майами (штат Флорида, США). 21 октября 2008 года арена была снесена.
Построена в 1988 году. До 1999 года являлась домашней площадкой для баскетбольного клуба «Майами Хит» и хоккейного «Флорида Пантерз». В 1990 году на площадке комплекса проводился матч всех звёзд НБА.